# Rambo II.
A Rambo: Első vér II 1985. május 22-én jelent meg a mozikban. Ez volt a Rambo-sorozat második része. John Rambo szerepét ezúttal is Sylvester Stallone játszotta.
A filmnek 44 millió dolláros költségvetése volt, és a bemutató után hatalmas siker lett. Csak Amerikában 150 milliós bevételt produkált, a Vissza a jövőbe után az 1985-ös év második legsikeresebb filmje lett. Ronald Reagan amerikai elnök figyelmét is felkeltette, aki megdicsérte Stallonét, hogy Rambót az amerikai hadsereg szimbólumaként mutatta be.
A film kritikailag már nem volt ilyen sikeres. A kritikusok esztelen akciófilmnek nevezték, és „sikeres” lett az 1985-ös Arany Málna díjátadón.
A filmet George P. Cosmatos rendezte, aki később a Kobra című Stallone-filmet készítette.
Beharangozó reklámszövegek:
- Semmilyen ember, semmilyen törvény, semmilyen háború nem tudja megállítani.
- Amit más ember pokolnak nevez, az neki otthon.
- Hogy túlélje a háborút, neki is azzá kell válnia.
- Elküldték őt egy titkos küldetésre és otthagyták a pokolban. De egyet elfelejtettek. Nem tudták, hogy kivel van dolguk.

## Cselekmény
|  | Alább a cselekmény részletei következnek! |

A filmsorozat második része 1985-ben veszi fel a fonalat. Samuel Trautman ezredes felkeresi a még börtönben lévő Rambót és felajánlja neki, hogy kihozza, de cserébe el kell végeznie egy szigorúan titkos akciót. Vissza kell térnie a vietnámi dzsungelbe és felkutatni a még ott lévő amerikai hadifoglyokat. A cél az a börtöntábor, ahonnan Rambo 1972-ben megszökött. A vietnámi veterán végül elvállalja az akciót.
Pár héttel később Thaiföldre szállítják, az amerikai támaszpontra, ahol elmondják az akció részleteit: Rambónak nem a foglyokat kell kihoznia, csak le kell őket fényképeznie. Rambónak nem tetszik az ötlet, de nem ellenkezik. Másnap reggel ledobják Vietnámban, ám az ugrás során gondok merültek fel, így nem tudják tartani a kapcsolatot és nem tudják, hogy a férfi él-e még egyáltalán.
Rambo felveszi az ottani ügynökkel a kapcsolatot, aki egy nő, Co Bao. Ketten elindulnak egy hajóval, majd rátalálnak a táborra. Ott őröket látnak meg, majd behatolnak. A táborban vannak a hadifoglyok. Rambo nem követi a parancsot és az egyik foglyot kiviszi. Ám az őrök észreveszik és üldözni kezdik őket. Rambóék a hegy felé indulnak, ahová a mentőhelikoptert küldik. Az amerikai bázison Trautman csapatot szervez Rambo kimentésére. Rambóék elérnek a hegyhez, Co elbújik, Rambo és a fogoly pedig elkezd mászni. Az őket üldöző katonák bombákat dobálnak rájuk, de végül sikerül felérniük a hegyre. Megérkezik a helikopter, ám Murdock azt utasítja, forduljanak vissza és hagyják ott Rambót. Trautman teljesen felháborodik, de nincs más választása, mivel fegyvert fognak rá. A helikopter visszatér a bázisra, Rambót és a foglyot pedig a táborba viszik.
Trautman vitába keveredik Murdockkal. Murdock megfenyegeti az ezredest, majd Trautman rádöbben az igazságra: az egész csak arra szolgált, hogy megnyugtassák az amerikai népet az eltűnt foglyok hollétéről, és mind a foglyok, mind Rambo feláldozható tényező.
A táborban Rambót kínzásoknak vetik alá, mivel nem hajlandó beszélni. Hamarosan megérkeznek a szovjetek és parancsnokuk, a kegyetlen Podovszkij alezredes. Rambót végül sikerül rábírni, hogy rádiókapcsolatot létesítsen a bázissal. Közben Co Bao prostituáltnak álcázva behatol, hogy kimentse Rambót. Rambo megígéri Murdocknak, hogy ezért még megkapja a magáét és abban a pillanatban sikeres szökési hadműveletet hajt végre.
Másnap reggel Rambo úgy dönt, megpróbál visszatérni Amerikába, Co pedig vele tart. Ám nem sokkal később Co-t megölik, így Rambo fegyvert fog és a foglyokért indul. Megöli az őt üldöző oroszok egy részét, ellop egy helikoptert, letarolja a tábort, majd felszedi a foglyokat. Ám a visszaút felé megjelenik ugyancsak helikopterrel Podovski. Rambo kicselezi és egy rakétavetővel felrobbantja.
Visszatér az amerikai bázisra. Ott egy M60E3-as gépfegyverrel szétlövi a számítógépeket, majd elmondja Murdocknak, hogy találja meg a többi foglyot is, különben Rambo találja meg őt. Ezután Rambo találkozik Trautmannel. Az ezredes felajánlja a második Érdemrendet, amit még senki sem kapott meg, de Rambo visszautasítja. Elmondja, ő ugyanazt akarja, mint a foglyok: Azt akarom, amit ők akarnak és amit mindenki, aki átjött ide és kiadta a belét! Feláldozta mindenét, amije volt! Azt akarom, hogy a hazánk ugyanúgy szeressen minket, ahogy mi szeretjük őt! Ezután Trautman megkérdi Rambótól, hogy fog ezután élni. Ő csak ennyit felel: Napról napra. Ezután elsétál.
|  | Itt a vége a cselekmény részletezésének! |

## Szereposztás
| Szereplő                | Színész            | Magyar hang          |
| ----------------------- | ------------------ | -------------------- |
| John J. Rambo           | Sylvester Stallone | Gáti Oszkár          |
| Samuel Trautman ezredes | Richard Crenna     | Versényi László      |
| Murdock                 | Charles Napier     | Papp János           |
| Podovszkij              | Steven Berkoff     | Fazekas István       |
| Co Bao                  | Julia Nickson-Soul | Györgyi Anna         |
| Ericson                 | Martin Kove        | Szabó Sipos Barnabás |

## Érdekességek
- A filmben Rambo 57 embert öl meg.
- Podovsky alezredes az egyetlen olyan gonosz a filmben, aki angolul szólal meg.
- Dolph Lundgren jelentkezett egy szerepre és meg is kapta, de Stallone rájött, hogy Lundgren ugyanaz az ember, akit szerződtetett a Rocky IV.-re, így mégsem játszott a Rambo II-ben.
- A Podovskyt játszó Steven Berkoff nem először alakított negatív szerepben orosz tisztet: az 1983-as James Bond-filmben, a Polipkában is egy összeesküvő orosz tisztet, Orlov tábornokot alakította.
- A film producerei fontolgatták, hogy Rambónak adnak egy társat a filmben, aki segített volna a fogolyszabadítási akcióban. Ezt a szerepet John Travolta kapta volna, de Stallonénak nem tetszett az ötlet.
- Stallone és a Murdockot játszó Charles Napier már szerepeltek együtt a Kojak egyik epizódjában, ahol Stallone kezdő színészként egy fiatal rendőrt, Napier pedig betörőt játszott, de közös jelenetük akkor nem volt.
- A társíró, James Cameron azt állítja, hogy ő csak a forgatókönyv első vázlatát írta, melyet Sylvester Stallone átírt. Amikor a film megjelent, politikai tartalmát ellentmondásosnak tekintették. Sokan érezték, hogy a vietnámi konfliktust megváltoztatták, hogy hősiesen hangozzon. Cameron megjegyezte, hogy ő csak az akciót írta, Stallone írta a politikai részét.
- Azt a hatalmas Buddha-szobrot, amit az egyik jelenetben használtak, emlékül a mexikói katonai parancsnoknak adták.
- A katonai bázis, amit a forgatáson használtak, valójában a mexikói légierő felszállópályája volt.